# (10448) Schawlow
(10448) Schawlow (4314 T-3) – planetoida z pasa głównego asteroid okrążająca Słońce w ciągu 4,79 lat w średniej odległości 2,84 j.a. Odkryta 16 października 1977 roku.